# Třínožka
Trojnožka nebo třínožka je obecné označení pro předmět, který má tři nohy. Může se jednat o praktický  předmět všední denní potřeby jako je např. stojan, držák nebo nábytkový díl (např. třínohá židle, třínohá polička). 
V běžné technické praxi se lze také setkat s třínohými stavebními konstrukcemi, které nesou nějaké další stavební díly nebo pomocné strojní vybavení - např. trojnožka nad stavební jámou, která nese kladkostroj nebo stavební vrátek
při hloubení studny či svislé štoly apod.
Speciální typy třinohých stojanů jsou kupř. stativy optických přístrojů (fotoaparát, dalekohled, kamera, teodolit)  nebo malířské stojany.  Zařízení velmi podobné malířskému stojanu je například stojan pro přenosnou školní tabuli. Třínožky se používají i při táboření v přírodě například jako držáky kotlíků nad ohněm, ty mohou být vyrobeny průmyslově skládací nebo i vytvořeny provizorně jako pevné apod. Třínožka může napínat i stanovou konstrukci (např. u stanu typu jehlan).
Největší výhodou všech třínohých konstrukcí a pomůcek vybavených třemi nohami umístěnými po 120 stupních je jejich velká stabilita i relativně velká konstrukční tuhost i celková jednoduchost. Třínohý předmět se obvykle nemůže příliš viklat, kymácet či kolíbat.
Ve starověku byla třínožka jedním z mnoha symbolů boha Apollóna.

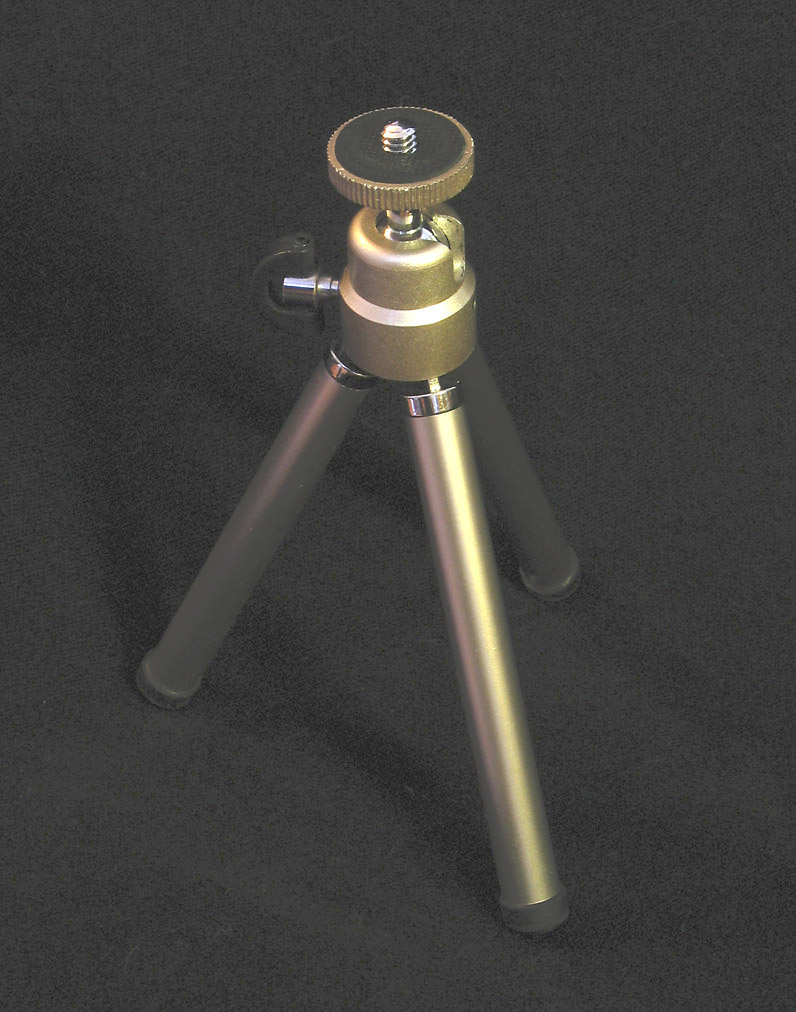
Stativ
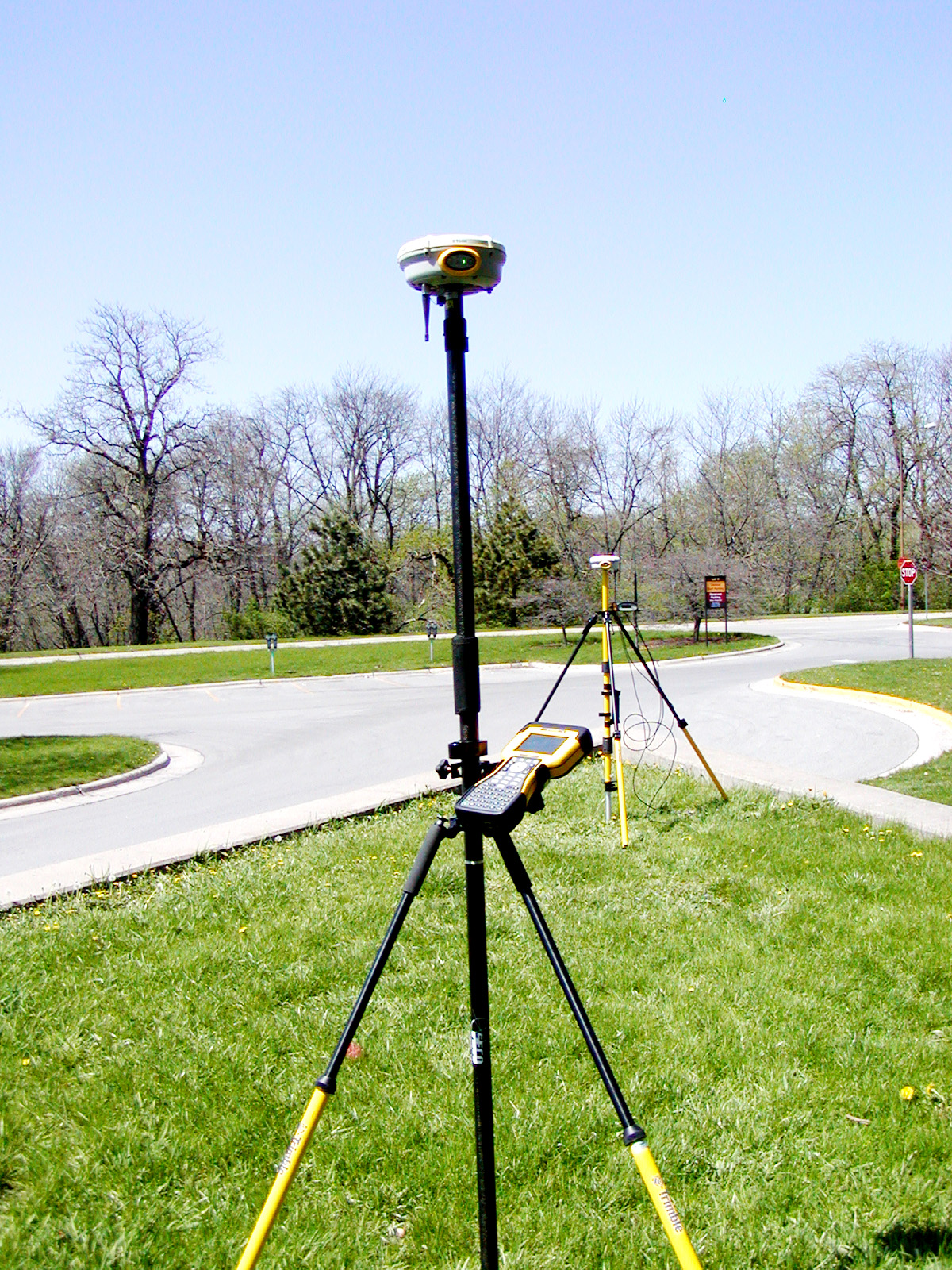
Přijímač GPS
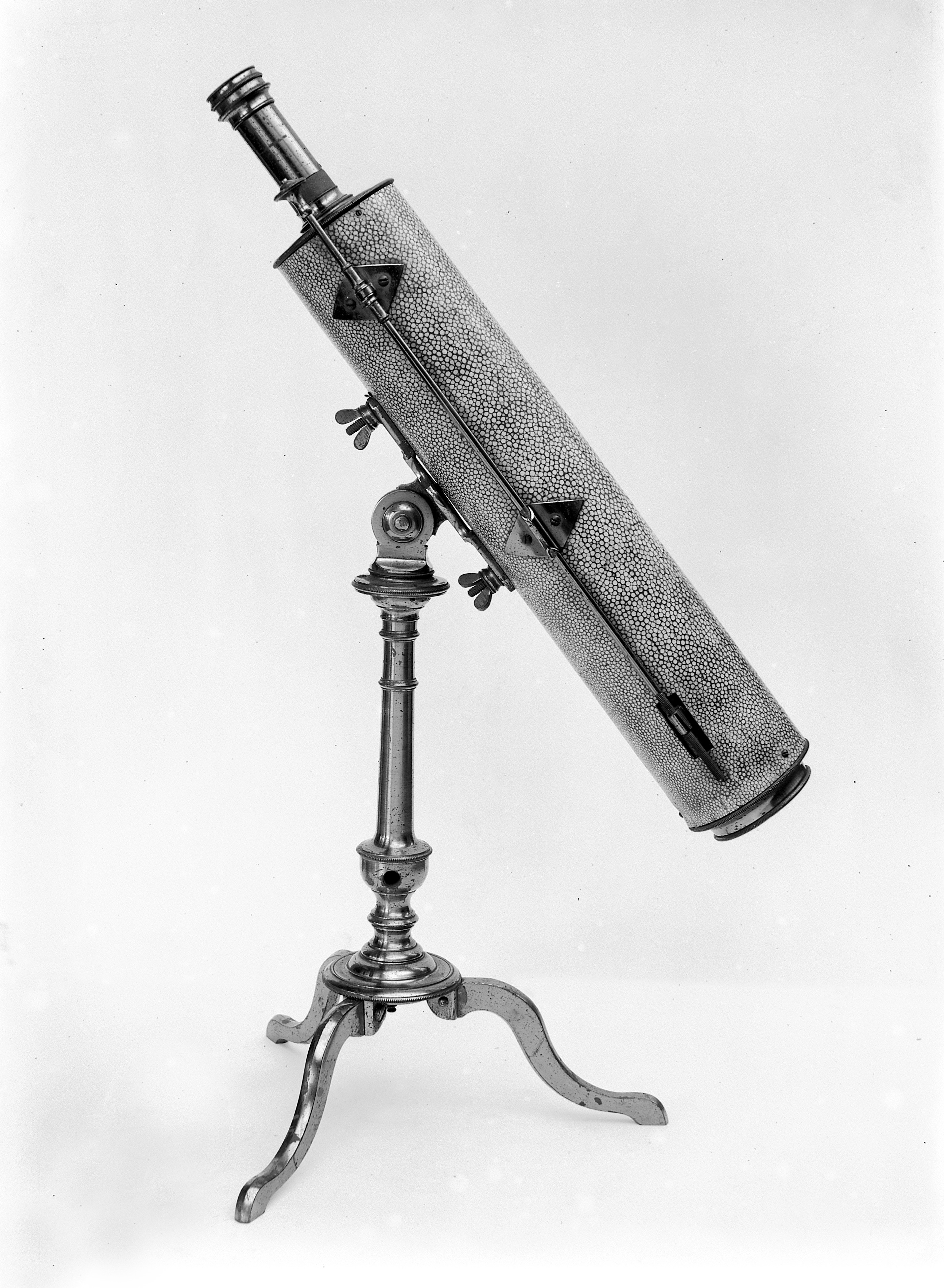
Dalekohled
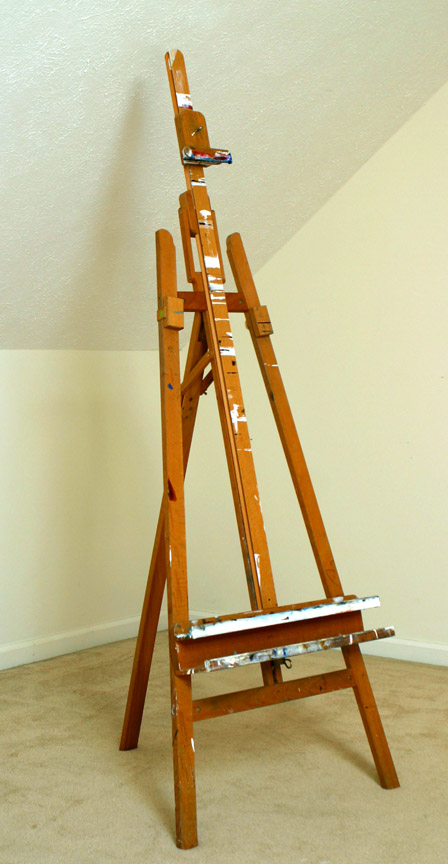
Malířský stojan
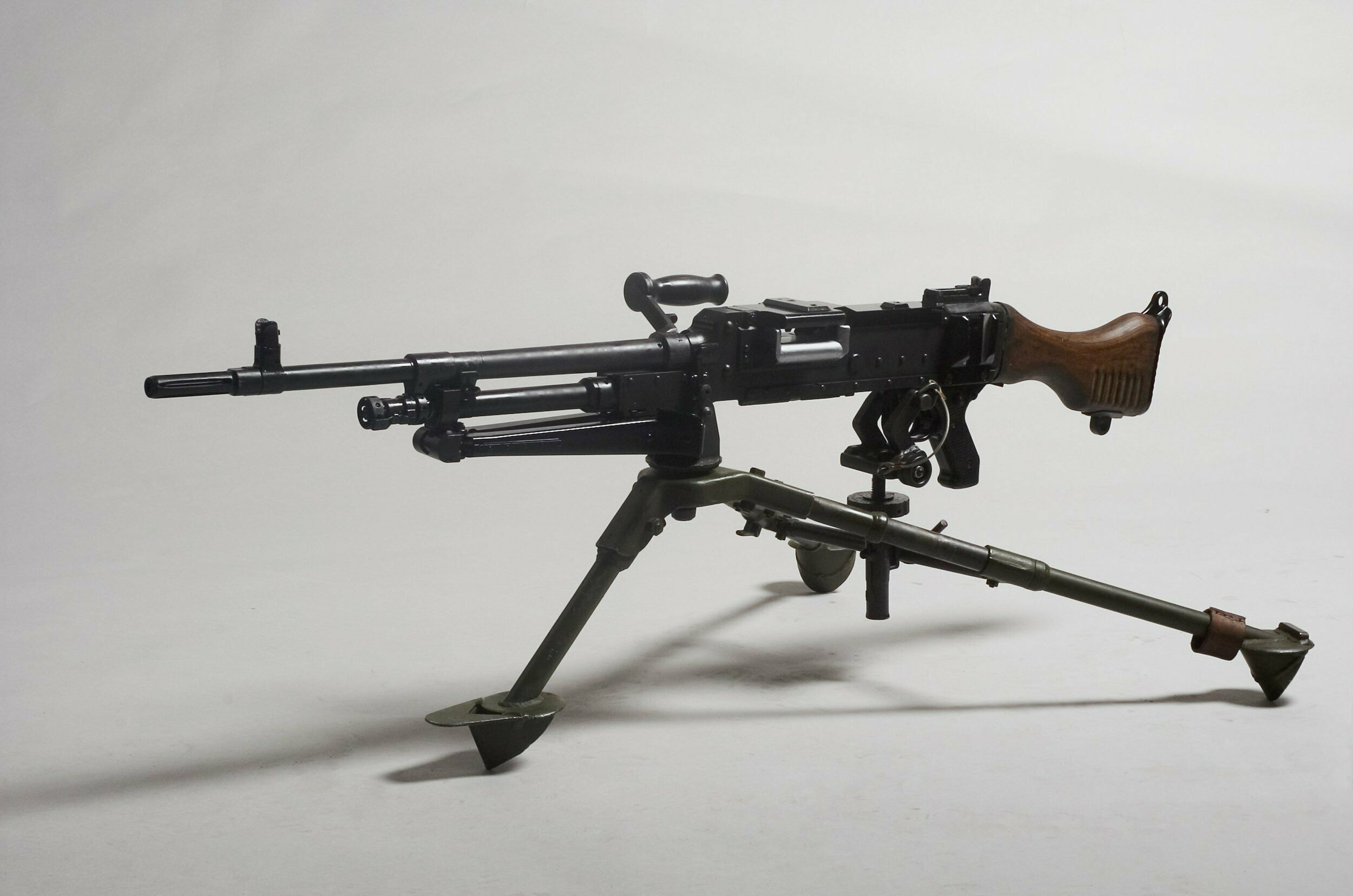
Kulomet FN MAG na třínožkové lafetě
Štít znaku Ostrova Man (Triskelion)